# سامي أدجي
سامي أدجي Sammy Adjei (بالإنجليزية: Sammy Adjei)‏، من مواليد 1 سبتمبر 1980 في أكرا في غانا، لاعب كرة قدم غاني.
بدأ مسيرته الكروية مع نادي هارتس أوف أوك في عام 1997، ولعب معهم حتى عام 2004، وشارك معهم في 100 مباراة وسجل هدف واحد، وفي موسم 2004/2005 انتقل إلى النادي الأفريقي، ولعب معهم 20 مباراة، وعاد في عام 2005 إلى نادي هارتس أوف أوك، ولعب معهم 7 مباريات، ومنذ عام 2005 وهو يلعب مع نادي أشدود الإسرائيلي.
و هو يلعب مع منتخب غانا لكرة القدم منذ عام 2001.

## روابط خارجية
- سامي أدجي على موقع الاتحاد الدولي (مؤرشف)  (الإنجليزية)
- سامي أدجي على موقع قاعدة بيانات كرة القدم.إي يو (الإنجليزية)
- سامي أدجي على موقع ناشيونال فوتبول تيمز (الإنجليزية)